# Udo Horsmann
Udo Horsmann, né le 30 mars 1952 à Beckum, est un joueur de football allemand qui évoluait sur les terrains au poste de défenseur ou de milieu défensif.

## Carrière
Udo Horsmann commence sa carrière professionnelle en 1975, en rejoignant le Bayern Munich. Avant d'être repéré par les recruteurs du club bavarois, il évoluait au SpVgg Beckum, club de sa ville natale. Avec Munich, Horsmann remporte dès sa première saison la Coupe d'Europe des clubs champions face à l'AS Saint-Étienne (1 - 0). Il évolue alors sur le flanc gauche de la défense, aux côtés de Franz Beckenbauer.
Titulaire incontournable au Bayern durant huit saisons, Horsmann est de tous les succès de son club, et enrichit largement son palmarès. Champion d'Allemagne en 1980 et 1981, il remporte aussi la Coupe intercontinentale en 1976 et la Coupe d'Allemagne en 1982.
En 1983, il quitte finalement le Bayern et rejoint en France le Stade rennais FC, tout juste promu en Division 1. Le plus souvent aligné au centre ou à gauche de la défense, Horsmann connaît une saison difficile comme l'ensemble de ses coéquipiers, et ne peut empêcher une relégation immédiate. Préférant rentrer en RFA, il rejoint le FC Nuremberg en deuxième division. Il n'y jouera que treize rencontres avant d'être licencié pour avoir fait partie d'une fronde de l'effectif contre son entraîneur Heinz Höher.
Après une dernière saison avec le TSV Munich 1860, Horsmann retrouve les rangs amateurs au FSV Munich pour y terminer sa carrière.

## Palmarès
- 1976 : Champion d'Europe avec le Bayern Munich
- 1976 : Vainqueur de la Coupe intercontinentale avec le Bayern Munich
- 1980 et 1981 : Champion d'Allemagne avec le Bayern Munich
- 1982 : Vainqueur de la Coupe d'Allemagne avec le Bayern Munich